# Resolutie 1012 Veiligheidsraad Verenigde Naties
Resolutie 1012 van de Veiligheidsraad van de Verenigde Naties werd unaniem aangenomen op 25 augustus 1995.

## Achtergrond
Na Burundi's onafhankelijkheid van België in 1962 werd het land een
monarchie. In 1966 werd de koning in een staatsgreep vervangen door een president. Toen de
voormalige koning in 1972 vermoord werd brak een burgeroorlog uit tussen Tutsi's en Hutu's in
het land. Daarna losten de dictators elkaar met opeenvolgende staatsgrepen af. 
Begin 1994 kwamen president en diens Rwandese collega om het leven toen hun vliegtuig werd neergeschoten.
Daarop brak er in beide landen een burgeroorlog uit tussen Hutu's en Tutsi's, waarbij honderdduizenden doden vielen.

## Inhoud

### Waarnemingen
De Veiligheidsraad had het rapport over de missie naar Burundi overwogen. Een internationale commissie
zou een rol kunnen spelen in het onderzoek naar de staatsgreep in 1993 en de daaropvolgende slachtpartij.
Dergelijke commissie werd ook door de secretaris-generaal
aanbevolen. De partijen in Burundi waren akkoord om de slachtingen genocide te noemen. Het was ook van
belang dat Burundi's rechtssysteem werd versterkt. Er was ook ernstige bezorgdheid over de hervatting van
radio-uitzendingen die opriepen tot etnische haat. Iedereen die inbreuken pleegde op het
internationaal humanitair recht, moest hiervoor verantwoordelijk worden gehouden.

### Handelingen
De Veiligheidsraad verzocht de secretaris-generaal dringend een internationale onderzoekscommissie op te richten
met volgend mandaat:
a. de moord op de president van Burundi en de volgende slachtpartijen onderzoeken,
b. maatregelen voorstellen om de verantwoordelijken te berechten en het gebeurde in de toekomst te voorkomen.
De Veiligheidsraad stelde voor dat de commissie uit 5 door de secretaris-generaal aangewezen juristen zou
bestaan. Alle landen en hulporganisaties met informatie werden gevraagd deze over te maken aan de commissie.
De secretaris-generaal werd gevraagd te rapporteren over de oprichting en binnen 3 maanden ook over het werk
van de commissie.
De autoriteiten, instellingen en partijen in Burundi werden opgeroepen om mee te werken door onder meer:
a. maatregelen te nemen waardoor de commissie haar werk vrij en veilig kan uitvoeren,
b. alle door de commissie gevraagde informatie over te maken,
c. de commissie vrij laten alle relevante informatie te bekomen,
d. de commissie vrij laten personen te ondervragen,
e. de commissie vrij laten eender welke plaats eender wanneer te bezoeken,
f. respect tonen naar getuigen en experts die de commissie helpen.

## Verwante resoluties
- Resolutie 1040 Veiligheidsraad Verenigde Naties (1996)
- Resolutie 1049 Veiligheidsraad Verenigde Naties (1996)

Lijst ·  970 ·  971 ·  972 ·  973 ·  974 ·  975 ·  976 ·  977 ·  978 ·  979 ·  980 ·  981 ·  982 ·  983 ·  984 ·  985 ·  986 ·  987 ·  988 ·  989 ·  990 ·  991 ·  992 ·  993 ·  994 ·  995 ·  996 ·  997 ·  998 ·  999 ·  1000 ·  1001 ·  1002 ·  1003 ·  1004 ·  1005 ·  1006 ·  1007 ·  1008 ·  1009 ·  1010 ·  1011 ·  1012 ·  1013 ·  1014 ·  1015 ·  1016 ·  1017 ·  1018 ·  1019 ·  1020 ·  1021 ·  1022 ·  1023 ·  1024 ·  1025 ·  1026 ·  1027 ·  1028 ·  1029 ·  1030 ·  1031 ·  1032 ·  1033 ·  1034 ·  1035